# Mauricio Aros
Mauricio Fernando Aros (Punta Arenas, 9 de março de 1976) é um ex-futebolista chileno.

## Carreira
Começou no Deportes Concepción, em 1995. Atuou também por Universidad de Chile, Feyenoord, Maccabi Tel-Aviv, Al-Hilal, Huachipato, Cobreloa, Universidad de Concepción e O'Higgins.
Hoje, Aros defende o Unión Temuco, equipe que disputa a Primera B (segunda divisão chilena), cujo presidente é o ex-jogador Marcelo Salas.

## Seleção
Aros integrou a Seleção Chilena de Futebol na Copa América de 2001.